# Léon Vleurinck
Leo Joannes Alfred (Léon) Vleurinck (Gent, 11 juli 1899 - aldaar, 25 november 1982) was een Belgische roeier.

## Loopbaan
Vleurinck nam samen met de vier met stuurman van zijn club Club Nautique de Gand deel aan de Olympische Spelen in Antwerpen. Hij werd met dit team uitgeschakeld in de eerste ronde.
In 1921 werd Vleurinck met de acht van zijn club Belgisch kampioen. Op de Europese kampioenschappen haalde hij met dit team een bronzen medaille.

## Palmares

### vier met stuurman
- 1920: 2e in eerste ronde OS in Antwerpen
- 1921:  BK

### acht
- 1920:  BK
- 1921:  BK
- 1921:  EK in Amsterdam
- 1922:  BK